# 怒江拉拉藤
怒江拉拉藤（学名：Galium salwinense）为茜草科拉拉藤属下的一个种。

## 扩展阅读
- 維基物種上的相關：怒江拉拉藤